# Iphioninae
Los ifionineos (Iphioninae) son una de las subfamilias de anélidos poliquetos perteneciente a la familia Polynoidae.

## Géneros
- Iphione Kinberg, 1856
- Iphionella McIntosh, 1885
- Iphionides Hartmann-Schröder, 1977
- Thermiphione Hartmann-Schröder, 1992